# Scelolophia hepaticaria
Scelolophia hepaticaria là một loài bướm đêm trong họ Geometridae.